# Taina Ståhl
Taina Päivikki Ståhl (tidigare Laakso), född 22 mars 1960, är en svensk före detta friidrottare (diskuskastning). Hon tävlade för Stockholms Spårvägars GoIF. 
Hon kommer från Åbo i Finland. Hon vann ett ungdoms-FM i kulstötning som 16-åring, men bestämde sig 1981 för att flytta till Sverige. Hon vann ett SM-guld (1987) och två silver (1983 och 1988) i diskus samt tre guld, ett silver och ett brons i lag-SM och ett tag hade hon också det svenska rekordet i diskus (personbästa 51,90). Hon gjorde två Finnkamper för Sverige.
Hon är mor till diskuskastaren Daniel Ståhl och släggkastaren Anneli Ståhl.